# 水谷好宏
水谷 好宏（みずたに よしひろ、1983年4月6日 - ）は、日本の競輪選手。元バイクトライアル選手。日本競輪選手会滋賀支部所属。ホームバンクは大津びわこ競輪場。

## 経歴
小学校時代は空手で8回の全国大会優勝を果たしたが、中学1年のとき、バイクトライアルのドキュメンタリー番組を見たことをきっかけに、空手から転身。中学2年のとき、国際バイクトライアル連盟（略称:BIU）が主催するBIU世界選手権・カデットクラスで世界ランキング第4位に入る。
比叡山高等学校在籍時代の2001年、同大会の国際エリートクラスに昇進し、2002年、岐阜県の板取村（当時）で行われた同大会シリーズ最終戦を制し、同大会のシリーズ戦として日本人初の優勝を果たした。また、BIU世界選手権のシリーズ戦では2003年、2004年も制し、通算3回の優勝を果たした。さらにこれら一連の功績を称えられ、滋賀県スポーツ顕彰を4回受章。
しかしその後、腰痛が原因でバイクトライアルの第一線から退き、競輪へ転身することを決意。宮崎裕一朗（日本競輪学校第75期生）に師事し、2006年11月、日本競輪学校第93期生として入学。同期には、西谷岳文、今井裕介、羽石国臣などがいる。同校在校競走成績は29位（11勝）。
2008年1月6日、京都向日町競輪場でデビューし1着。以後も連勝を果たし、デビュー場所で3連勝完全優勝を果たした。
2010年、ヤンググランプリ（立川競輪場）に出場し、優勝の深谷知広に次いで2位。